# Bowden (Alberta)
Pour les articles homonymes, voir Bowden.
Bowden est une ville (town) du Comté de Red Deer, située dans la province canadienne d'Alberta.

## Démographie
En tant que localité désignée dans le recensement de 2011, Bowden a une population de 1 241 habitants dans 518 de ses 545 logements, soit une variation de 2,6 % avec la population de 2006. Avec une superficie de 2,729 0 km2, la ville possède une densité de population de 454,745 3 hab/km2 en 2011.
Concernant le recensement de 2006, Bowden abritait 1 790 habitants dans 595 de ses 631 logements. Avec une superficie de 5,919 9 km2, la ville possédait une densité de population de 302,4 hab/km2 en 2006.
| 2001  | 2006  | 2011  | 2016  |
| ----- | ----- | ----- | ----- |
| 1 174 | 1 205 | 1 241 | 1 240 |

## Climat
| Mois                                  | jan.       | fév.      | mars       | avril      | mai        | juin      | jui.      | août      | sep.      | oct.       | nov.       | déc.       | année      |
| ------------------------------------- | ---------- | --------- | ---------- | ---------- | ---------- | --------- | --------- | --------- | --------- | ---------- | ---------- | ---------- | ---------- |
| Température minimale moyenne (°C)     | −19,4      | −14,5     | −10        | −2,9       | 2,6        | 7,1       | 8,9       | 7,8       | 3,2       | −2,1       | −10        | −17,2      | −3,9       |
| Température moyenne (°C)              | −13,6      | −8,6      | −4,4       | 3,4        | 9,6        | 13,6      | 15,7      | 15        | 9,9       | 4,9        | −4,3       | −11,6      | 2,5        |
| Température maximale moyenne (°C)     | −8         | −2,9      | 1,2        | 9,6        | 16,5       | 20        | 22,6      | 22,1      | 16,7      | 11,9       | 1,3        | −6         | 2,5        |
| Record de froid (°C) date du record   | −45,6 1972 | −42 1978  | −39,4 1960 | −22,8 1975 | −12,8 1959 | −2,8 1969 | 1,1 1971  | −1,1 1960 | −8,3 1965 | −24,5 1984 | −33,3 1963 | −44,4 1977 | −45,6 1972 |
| Record de chaleur (°C) date du record | 12,8 1962  | 14,4 1968 | 19,4 1966  | 28,9 1977  | 30,6 1958  | 33,3 1970 | 34,4 1975 | 32,8 1971 | 34,4 1967 | 29 1980    | 22,2 1975  | 13,9 1963  | 34,4 1967  |
| Précipitations (mm)                   | 27,3       | 19,2      | 20,6       | 25,4       | 58,5       | 89,1      | 90,1      | 59,5      | 53,9      | 22,3       | 18,5       | 27,5       | 511,7      |
| dont neige (cm)                       | 26,3       | 18,9      | 18,9       | 15         | 3,5        | 0,1       | 0         | 0         | 3,5       | 10,3       | 17,2       | 27,5       | 141        |
| Nombre de jours avec précipitations   | 10         | 7         | 7          | 7          | 11         | 13        | 13        | 11        | 10        | 6          | 6          | 9          | 110        |
| Nombre de jours avec neige            | 10         | 7         | 7          | 4          | 0          | 0         | 0         | 0         | 0         | 2          | 6          | 9          | 47         |

| Diagramme climatique                                  |               |            |             |             |           |             |             |             |              |            |             |
| J                                                     | F             | M          | A           | M           | J         | J           | A           | S           | O            | N          | D           |
| −8−19,427,3                                           | −2,9−14,519,2 | 1,2−1020,6 | 9,6−2,925,4 | 16,52,658,5 | 207,189,1 | 22,68,990,1 | 22,17,859,5 | 16,73,253,9 | 11,9−2,122,3 | 1,3−1018,5 | −6−17,227,5 |
| Moyennes : • Temp. maxi et mini °C • Précipitation mm |               |            |             |             |           |             |             |             |              |            |             |